# Coeliccia svihleri
Coeliccia svihleri är en trollsländeart som beskrevs av Syoziro Asahina 1970. Coeliccia svihleri ingår i släktet Coeliccia och familjen flodflicksländor. IUCN kategoriserar arten globalt som otillräckligt studerad. Inga underarter finns listade i Catalogue of Life.